# Южен бутилконос
Южен бутилконос (Hyperoodon planifrons) е вид бозайник от семейство Клюномуцунести китове (Ziphiidae).

## Разпространение
Видът е разпространен в Австралия, Антарктида, Аржентина, Бразилия, Нова Зеландия, Уругвай, Фолкландски острови, Чили и Южна Африка.